# Kelly Carlson
Kelly Carlson (Minneapolis, 17 febbraio 1976) è un'attrice ed ex modella statunitense.

## Biografia
Di ascendenze macedoni e tedesche, la sua carriera di attrice inizia nel 2001 con una piccola parte nel film per il cinema La rapina con Kevin Costner e Kurt Russell. Tre anni più tardi, altri ruoli minori in Starship Troopers 2 - Eroi della federazione e Paparazzi. Prime esperienze nel mondo delle serie per la televisione grazie a Everwood, CSI: Scena del crimine e Head Cases. Nel 2006 ottiene una parte di maggior rilievo nel film d'azione Presa mortale con John Cena. È inoltre conosciuta per aver interpretato Kimber Henry nella serie Nip/Tuck.
Nel 2007 ha presentato il programma Guys Choice; inoltre erano previsti tre film per lei, Shadowbox, Player 5150 e Dead of Winter, ma ha rinunciato a quest'ultimo per un film nel 2008, Un amore di testimone.

## Filmografia

### Cinema
- La rapina (3000 Miles to Graceland), regia di Demian Lichtenstein (2001)
- Starship Troopers 2 - Eroi della federazione (Starship Troopers 2: Hero of the Federation), regia di Phil Tippett (2004)
- Scatto mortale - Paparazzi (Paparazzi), regia di Paul Abascal (2004)
- Presa mortale (The Marine), regia di John Bonito (2006)
- Shadowbox, regia di William Dickerson (2007)
- Player 5150, regia di David Michael O'Neill (2007)
- Un amore di testimone (Made of Honor), regia di Paul Weiland (2008)
- Jimmy, regia di Mark Freiburger (2013)
- The Reason, regia di Randall Stevens (2020)

### Televisione
- Nip/Tuck – serie TV, 82 episodi (2003-2011)
- Everwood – serie TV, 3 episodi (2004-2006)
- Head Cases – serie TV, un episodio (2005)
- CSI - Scena del crimine (CSI: Crime Scene Investigation) – serie TV, episodio 6x23 (2006)
- Break-In, regia di Michael Nankin – film TV (2006)
- CSI: Miami – serie TV, episodio 5x21 (2007)
- Melrose Place – serie TV, 4 episodi (2009)
- Detective Monk (Monk) – serie TV, episodio 8x04 (2009)
- Castle – serie TV, episodio 2x20 (2010)

## Doppiatrici italiane
Nelle versioni in italiano delle opere in cui ha recitato, Kelly Carlson è stata doppiata da:
- Valentina Mari in La rapina, Il risolutore
- Claudia Catani in Detective Monk, Castle
- Luisa Ziliotto in Nip/Tuck
- Emanuela Baroni in CSI: Miami
- Roberta Pellini in Melrose Place (2009)
- Elda Olivieri in Presa mortale
- Irene Di Valmo in CSI - Scena del crimine
- Eleonora De Angelis in Un amore di testimone
- Federica De Bortoli in Everwood
- Chiara Colizzi in Scatto mortale - Paparazzi
- Selvaggia Quattrini in Player 5150
- Ilaria Latini in Starship Troopers 2 - Eroi della federazione
- Daniela Calò in Presa Mortale (ridoppiaggio)